# Max Fewtrell
Maximilian "Max" Fewtrell (Birmingham, 29 juli 1999) is een Brits autocoureur. Tussen 2017 en 2020 maakte hij onderdeel uit van de Renault Sport Academy, het opleidingsprogramma van het Formule 1-team van Renault. In 2016 werd hij kampioen in het Britse Formule 4-kampioenschap en in 2018 in de Eurocup Formule Renault 2.0.

## Carrière
Fewtrell begon zijn autosportcarrière in het karting in 2009 op tienjarige leeftijd. In 2013 en 2014 nam hij deel aan grote internationale kampioenschappen, waarvan hij er een aantal winnend af wist te sluiten. Aan het eind van 2015 maakte hij de overstap naar het formuleracing, waarin hij deelnam aan de Aziatische MRF Challenge. Hij behaalde een podiumplaats op de Dubai Autodrome en werd elfde in het kampioenschap met 51 punten.
In 2016 reed Fewtrell zijn eerste volledige kampioenschap in het Britse Formule 4-kampioenschap, waarin hij uitkwam voor het team van Carlin. Hij won drie races op Donington Park, de Rockingham Motor Speedway en Brands Hatch. Met deze laatste overwinning, behaald in de laatste race van het seizoen, wist hij zijn kampioenschapsrivaal Sennan Fielding in te halen en zo de titel op zijn naam te schrijven met 358 punten, zeven meer dan Fielding.
In 2017 maakte Fewtrell de overstap naar de Eurocup Formule Renault 2.0, waarin hij reed voor het team Tech 1 Racing. Tevens werd hij door het Formule 1-team van Renault opgenomen in hun Renault Sport Academy. Hij won een race op de Red Bull Ring en werd de beste rookie in de eindstand op de zesde plaats met 164 punten. Daarnaast reed hij in twee raceweekenden van de Formule Renault 2.0 NEC als gastcoureur, waarin hij tweemaal tweede werd op het Autodromo Nazionale Monza.
In 2018 stapte Fewtrell binnen de Eurocup over naar de regerende kampioenen R-ace GP. Hij won zes races op het Circuit Paul Ricard, Silverstone, de Red Bull Ring, de Nürburgring en de Hockenheimring (tweemaal). In de laatste race van het kampioenschap won hij uiteindelijk de titel na een strijd met mede-Renault Sport Academy-coureur Christian Lundgaard met 275,5 punten tegen 258 punten.
In 2019 maakte Fewtrell zijn Formule 3-debuut in het nieuwe FIA Formule 3-kampioenschap voor het team ART Grand Prix. Hij behaalde twee podiumfinishes op de Red Bull Ring en de Hungaroring en behaalde punten in vier andere races. Met 57 punten werd hij tiende in het klassement. Aan het eind van het seizoen debuteerde hij in de Grand Prix van Macau bij Hitech Grand Prix, waarin hij als achttiende finishte.
In 2020 stapte Fewtrell binnen de FIA Formule 3 over naar Hitech Grand Prix. Na zes raceweekenden, waarin hij enkel in twee races op de Red Bull Ring tot scoren wist te komen, verliet hij het kampioenschap en werd hij vervangen door Pierre-Louis Chovet. Met 5 punten werd hij twintigste in het klassement.